# عنقودية أغنسية
عنقودية أغنسية (الاسم العلمي:Staphylococcus agnetis) هي نوع من البكتيريا تتبع جنس العنقودية من فصيلة المكورات العنقودية.